# Hội Chuyên gia Việt Nam

Biểu trưng của Hội Chuyên gia Việt Nam

Hội Chuyên gia Việt Nam (tiếng Anh: Vietnamese Professionals Society, viết tắt là VPS) là một tổ chức bất vụ lợi, phi chính phủ, quy tụ chuyên gia từ nhiều ngành nghề khác nhau trong mọi lãnh vực khoa học kỹ thuật, nhân văn, xã hội, y khoa,... Ngoài các hội viên hiện đang hoạt động còn có các hội viên dự bị gồm các sinh viên Việt Nam đang học tại các trường đại học. Đặc biệt đáng nói đến là nhu liệu (phần mềm) nổi tiếng VPSKeys của Hội đã giúp tiện lợi cho việc sử dụng tiếng Việt trên máy tính từ những năm đầu thập niên 1990.

## Thành lập
Được thành lập từ năm 1990, Hội Chuyên gia Việt Nam phát triển mạnh mẽ trong cộng đồng người Việt tại Hoa Kỳ, Canada, Âu Châu, Úc và Nhật Bản. Hiện nay, Hội Chuyên gia Việt Nam đã có hơn 25 phân hội trên toàn thế giới.

## Mục tiêu và tôn chỉ
Mục tiêu
- Tạo môi trường học hỏi, trao đổi kinh nghiệm và giúp đỡ nhau trong giới chuyên gia Việt Nam.
- Tạo điều kiện cho giới trẻ, sinh viên học hỏi và huấn luyện về nhu cầu canh tân Việt Nam.
- Cung cấp kinh nghiệm và kiến thức chuyên môn để xây dựng và canh tân Việt Nam tự do, dân chủ.
- Đóng góp và xây dựng cho tự do và dân chủ tại Việt Nam

Tôn chỉ
Đề cao và tôn trọng những giá trị của dân chủ và con người như tự do, công lý, dân quyền, nhân quyền, tự trọng, thành tín và tinh thần trách nhiệm. Phản đối tất cả những hoạt động có lợi cho chế độ độc tài chuyên chính.

## Các phân hội trên thế giới
Á Châu
- Nhật

Âu Châu
- Anh
- Bỉ
- Đức
- Đan Mạch
- Hòa Lan
- Na Uy
- Pháp
- Thụy Sĩ

Bắc Mỹ
- Atlanta
- Bắc California
- Boston
- Dallas
- Houston
- Illinois
- Nam California
- Toronto
- Washington
- Washington D.C.

Úc Châu
- Lãnh thổ Thủ đô Úc
- Nam Úc
- New South Wales
- Queensland
- Tây Úc
- Victoria